# Bourré (Loir-et-Cher)
Bourré település Franciaországban, Loir-et-Cher megyében. Lakosainak száma 618 fő (2018. január 1.). Bourré Angé, Monthou-sur-Cher, Pontlevoy, Saint-Julien-de-Chédon és Montrichard községekkel határos.

## Népesség
A település népességének változása:
| Lakosok száma | 1025 | 1096 | 972  | 832  | 674  | 752  | 724  | 676  | 654  | 618  |
|               | 1962 | 1968 | 1982 | 1990 | 1999 | 2008 | 2011 | 2013 | 2017 | 2018 |